# Phare de Santa Maria di Leuca
Le phare de Santa Maria di Leuca (en italien : Faro di Santa Maria di Leuca) est un phare situé à Santa Maria di Leuca (une frazione de la municipalité de Castrignano del Capo, dans la région des Pouilles en Italie. Il est géré par la Marina Militare.

## Histoire
Le phare a été construit en 1864 sur projet d'Achille Rossi et a été allumé pour la première fois le 6 septembre 1866. Sa lanterne a un diamètre de 3 mètres. Relié au réseau électrique, il est automatisé.

## Description
Le phare  est une tour hexagonale en maçonnerie de 48 m de haut, avec galerie et lanterne, s'élevant d'une maison de gardien de deux étages. Le phare est totalement blanc et le dôme de la lanterne est gris métallique. Il émet, à une hauteur focale de 102 m, trois éclats blancs toutes les 15 secondes. Sa portée est de 24 milles nautiques (environ 44 km) pour le feu principal et 10 milles nautiques (environ 19 km) pour le feu de veille. Il possède aussi un feu à occultations secondaire émettant un flash rouge toutes les 4 secondesdans le secteur est. Il marque l'extrémité sud de la péninsule de Salento.
Identifiant : ARLHS : ITA-039 ; EF-3590 - Amirauté : E2176 - NGA : 10780 .

## Caractéristiques dufeu maritime
Fréquence : 15 s (W-W-W)
- Lumière : 0.5 seconde
- Obscurité 2.5 secondes
- Lumière : 0.5 seconde
- Obscurité 2.5 secondes
- Lumière : 0.5 seconde
- Obscurité : 8.5 secondes

|                      |
| Santa Maria de Leuca |

|          |
| Le phare |

|          |
| Le phare |

### Lien connexe
- Liste des phares de l'Italie